# Gustave Eiffel
Alexandre Gustave Eiffel (Dijon, 15. prosinca 1832. – Pariz, 27. prosinca 1923.), francuski inženjer, poznat po konstrukciji Eiffelova tornja u Parizu.

## Karijera
Nakon studija kemije posvetio se građevinarstvu i arhitekturi. Bio je autor brojnih umjetničkih građevina, među kojima se posebno ističu Kip slobode u New Yorku (1886. - bio je konstruktor armature, Frédéric Bartholdi je autor skulpture), potom željeznički vijadukti Garabit preko rijeke Truyère kraj St. Floura u Francuskoj (1880. – 1884.) te Maria Pia preko rijeke Duero kraj Porta u Portugalu (1878.), mostovi preko rijeke Tise kraj Szegeda u Mađarskoj (1881.), rijeke Garonne u Bordeauxu i naposljetku skladište Bon-Marché u Parizu (1876.), paviljon grada Pariza za izložbu 1878. godine te kolodvor u Budimpešti.
Za Svjetsku izložbu u Parizu 1889. godine, Eiffel je konstruirao toranj koji je postao zaštitnim znakom Pariza. Eiffelov toranj je do 1931. godine bio najveća građevina na svijetu (300,5 m; s antenom 320,8 m).

## Poveznice
- Eiffelov toranj
- Svjetska izložba